# Rùa ba gờ
Rùa ba gờ (Danh pháp hai phần: Malayemys subtrijuga) là một loài rùa trong họ Emydidae. Loài này được Schweigger mô tả khoa học đầu tiên năm 1812.